# Luci Gutiérrez
Luci Gutiérrez (Barcelona, 1977) es una dibujante e ilustradora española. En 2023, fue galardonada con el Premio Nacional de Ilustración que concede el Ministerio de Cultura y Deporte.

## Trayectoria
Gutiérrez inició su carrera artística después de completar sus estudios de ilustración en la Escuela Massana de Barcelona en 2001. Después de una incursión en la ilustración erótica, con el libro de imágenes Kamasutra, colaboró una editorial italiana participando en los libros Miss Galassia, de Stefano Benni, L’albergo delle fiabe, de Elio Pecora y La Valigia delle carabattole, de Liudmila Petrushévskaia.
En 2007, pasó un tiempo en Nueva York, en Estados Unidos, donde sus dificultades con el inglés la llevaron a publicar en 2013 English Is Not Easy, un libro diseñado precisamente para enseñar inglés que obtuvo un gran reconocimiento y que ha sido publicado en más de 10 países. En 2015, creó las ilustraciones para el libro Las Mujeres y los Hombres, con idea y texto del Equipo Plantel, que forma parte de la colección Libros Para Mañana publicada por la Editorial Media Vaca.
Ya en 2019, Gutiérrez lanzó Manual de autodefensa, su segundo libro de autoría independiente. Esta obra, con algunas de sus viñetas publicadas en la Revista de verano de El País después de que el libro saliera, demuestra su habilidad artística donde comparte pensamientos profundos sobre la vida diaria mediante la ilustración, combinando la sátira, el humor y temas reflexivos.
Gutiérrez se ha caracterizado por su estilo gráfico limpio y su habilidad para comunicar con precisión y emotividad a través de sus ilustraciones. Su dominio de la narrativa visual le ha permitido abordar una variedad de temas, desde los más cotidianos hasta los más profundos, siempre manteniendo su sello característico. 
Sus ilustraciones han llegado a una amplia audiencia al formar parte de campañas de proyectos para clientes como el Departamento de Trabajo de la Generalidad de Cataluña, la Universidad Autónoma de Barcelona, la Fundació "la Caixa" o la ONCE, entre otros. Además, ha sido colaboradora en periódicos estadounidenses como The New York Times, The Washington Post, The Wall Street Journal, o en las revistas Time o The New Yorker.

## Obra
- 2004 – Valentí, el clandestí. De Meri Torras. Editorial La Galera. ISBN 9788424695729.
- 2004 – Un Príncep massa encantat i altres personatges amb problemes. RBA Editores. ISBN 978-84-7871-188-8.
- 2004 – Tino, el clandestino. De Meri Torras. Editorial La Galera. ISBN 9788424686710.
- 2006 – Kamasutra. Artichoke Ediciones. ISBN 9788493473549.
- 2007 – L’albergo delle fiabe. De Elio Pecora. Orecchio Acerbo.
- 2008 – Miss Galassia. De Stefano Benni. Orecchio Acerbo.
- 2010 – La valigia delle carabattole. De Liudmila Petrushévskaia. Orecchio Acerbo.
- 2013 – English is Not Easy: A Guide to the Language. Blackie Books. ISBN 9788494140945.
- 2015 – English Is Not Easy: A Visual Guide to the Language. Editorial Avery. ISBN 978-1592409235.
- 2015 – Las mujeres y los hombres. Editorial Media Vaca. ISBN 978-84-943625-3-8.
- 2019 – Manual de autodefensa. Blackie Books. ISBN 9788417552480.

## Reconocimientos
En 2016, su trabajo fue premiado en Communication Arts Illustration Annual por la imagen del catálogo de la colección El Cuarto de las Maravillas de la editorial Turner. Ese mismo año, la colección Libros Para Mañana publicada por la Editorial Media Vaca, en la que Gutiérrez había realizado las ilustraciones para el libro Las Mujeres y los Hombres, fue premiada en el Bologna Ragazzi Award 2016 en la categoría no ficción.
La Society of Illustrators de Nueva York seleccionó su cartel del congreso Generar Cuerpos realizado para la Universidad Autónoma de Barcelona en 2010 para incluirlo en el número 54 de la revista especializada American Illustrators. Posteriormente, en diciembre de 2017, Gutiérrez fue galardonada con el premio Gràffica que otorgan anualmente profesionales españoles del diseño y de la comunicación visual junto a la revista de diseño Gràffica como reconocimiento a la cultura visual que se realiza en España.
En 2022, Gutiérrez fue la responsable de diseñar el cartel de la 37 edición del Festival Internacional de Cine de Valencia Cinema Jove que se organiza anualmente en Valencia.
En junio de 2023,  el Ministerio de Cultura y Deporte de España reconoció a Gutiérrez con el Premio Nacional de Ilustración. El jurado destacó "su excepcional trayectoria y por ser una de las artistas más sobresalientes en el panorama actual, referente de la ilustración española dentro y fuera de nuestras fronteras".